# Praktična teologija
Praktična teologija je grana teologije. U širem smislu pojam je istovjetna pojmu pastoralne teologije, barem u katoličanstvu: sav bogoslovski rad koji kritički promišlja i zamišlja praksu ljudi.
Na njemačkom govornom području praktična teologija uzima se kao istoznačnica za pastoralnu teologiju, no to nisu sasvim isti pojmovi jer praktična teologija je širi pojam, jer obuhvaća katehetiku i liturgiku, a prema nekim autorima i crkveno pravo.* Na Katoličkom bogoslovnom fakultetu Sveučilišta u Zagrebu liturgika je do 1937. a katehetika do 1996. bila u sastavu katedre pastoralne teologije.
Naglasak je na tome što je ovo teologija, a ne primjena teologije. Time se želi reći da ona nije ta koja prenosi u praksu spoznaje drugih bogoslovskih disciplina, nego je sama praksa izvorištem novih teoloških uvida, vjerskih sadržaja i vjerskih forma. Odnosno, znanstveno istražuje praksu Crkve.
Vidi: sustavna teologija, fundamentalna teologija, dogmatska teologija, moralna teologija, ekumenska teologija, pastoralna teologija.